# Jonathan Lazare Alperin
Jonathan Lazare Alperin ( /ˈ æ l p ər ɪ n / ; né en 1937) est un mathématicien américain spécialisé dans le domaine de l'algèbre connu sous le nom de théorie des groupes. Il est connu pour son travail en théorie des groupes qui est cité plus de 500 fois selon les Mathematical Reviews. Le théorème d'Alperin-Brauer-Gorenstein porte son nom.

## Biographie
Alperin fréquente l'école de l'Université de Princeton et obtient son doctorat en 1961 avec une thèse intitulée" On a Special Class of Regular p-Groups " sous la direction de Graham Higman. Il reçoit une bourse Guggenheim en 1974. Il est à plusieurs reprises (1969, 1979 et 1983) chercheur invité à l'Institute for Advanced Study. En 2012, il devient membre de l'American Mathematical Society.
Alperin est professeur à l'Université de Chicago où il a 22 étudiants et 30 descendants. Il publie plus de 60 articles et son travail est cité plus de 500 fois.
Il est également connu pour sa conjecture, (Alperin 1987), un sujet de recherche en théorie des représentations modulaires, et pour ses travaux sur le contrôle local de la fusion (Alperin 1967), faisant partie de la théorie des groupes locaux. Dans (Alperin, Brauer et Gorenstein 1970), le théorème d'Alperin–Brauer–Gorenstein est prouvé, donnant la classification des groupes simples finis avec des 2-sous-groupes de Sylow quasi-dièdres.